# 埼玉栄北高等専修学校
埼玉栄北高等専修学校（さいたまさかえきたこうとうせんしゅうがっこう）は、埼玉県北足立郡伊奈町小室にあった私立高等専修学校。

## 概要
1994年（平成6年） 埼玉栄北高等専修学校開校。
2000年 (平成12年) 栄北高等学校開校。
2002年（平成14年） 埼玉栄北高等専修学校廃校。高等専修学校閉校に先立ち栄北高等学校が設立されている。